# دامنه (ویروس‌شناسی)

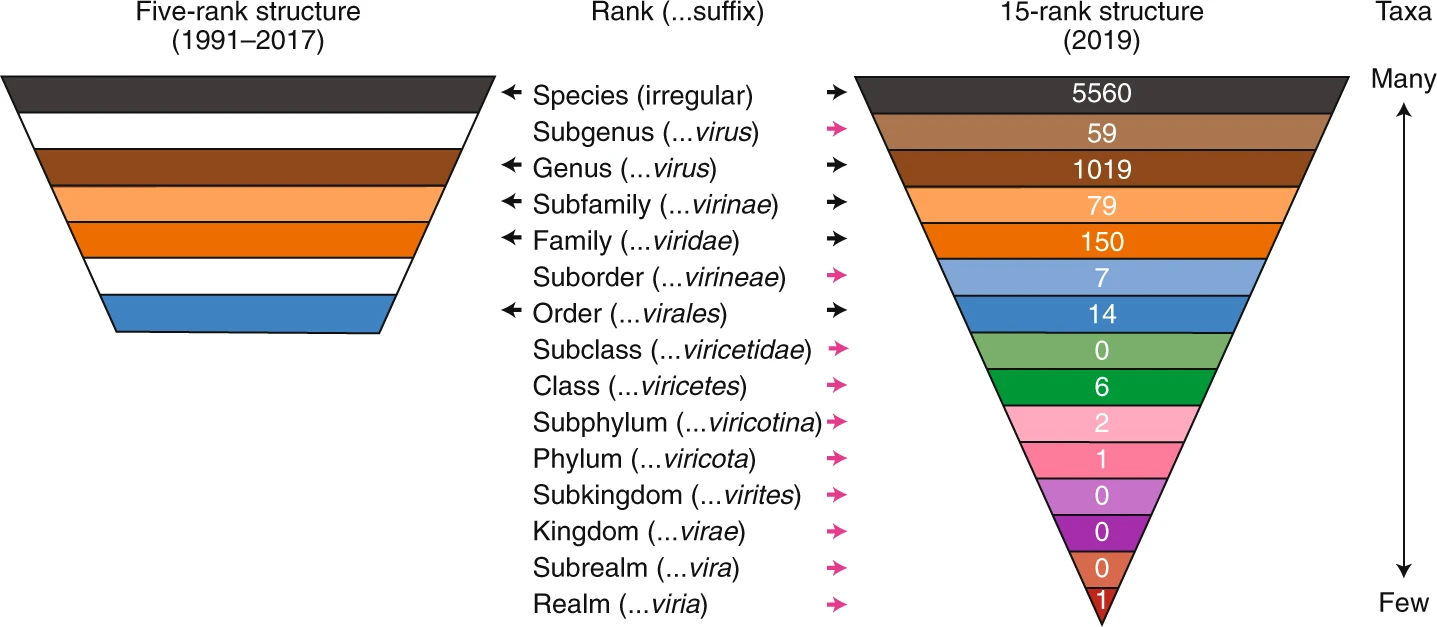
مقایسهٔ روش طبقه‌بندی ویروس‌ها در سال‌های ۱۹۹۱ و ۲۰۱۹

در ویروس‌شناسی، دامنه (به انگلیسی: Realm) بالاترین رتبه در طبقه‌بندی ویروس‌ها است. این طبقه توسط کمیته بین‌المللی طبقه‌بندی ویروس‌ها (ICTV)، نهاد اصلی ناظر بر طبقه‌بندی ویروس‌ها تعیین گردیده است. چهار دامنهٔ ویروسی تعیین‌شده و به رسمیت شناخته‌شده عبارت‌اند از:
داپلودناویریا (Duplodnaviria)، که شامل ویروس‌های دارای دی‌ان‌ای دورشته‌ای (dsDNA) است که پروتئین اصلی کپسید با نام HK97-fold را رمزنگاری می‌کنند.
واریدناویریا (Varidnaviria)، که شامل ویروس‌های دارای دی‌ان‌ای دورشته‌ای (dsDNA) است که یک پروتئین اصلی کپسید موسوم به «ژلهٔ پیچیده عمودی» را رمزنگاری می‌کند.
مونودناویریا (Monodnaviria)، که شامل تمام ویروس‌های دارای دی‌ان‌ای تک‌رشته‌ای (ssDNA) است.
ریبوویریا (Riboviria)، که شامل تمام ویروس‌های دارای آران‌ای است. این ویروس‌ها، آران‌ای پلیمراز وابسته به آران‌ای یا آنزیم رونوشت‌بردار معکوس را رمزنگاری می‌کنند.
طبقهٔ دامنهٔ ویروسی، دارای شباهت‌هایی با طبقهٔ حوزه (زیست‌شناسی) در طبقه‌بندی جانداران دارای سلول است. اما با این تفاوت که ویروس‌ها در یک دامنه، لزوماً نسب مشترک یا جد و تبار مشترک ندارند. در گذشته، تعیین روابط عمیق تکاملی بین ویروس‌ها دشوار بود اما در قرن بیست و یکم روش‌هایی مانند متاژنومیکس امکان ایجاد چنین تحقیقاتی را فراهم کرده است که منجر به تعیین و ایجاد دامنهٔ ریبوویرا در سال ۲۰۱۸ و سه دامنهٔ ویروسی دیگر در سال ۲۰۱۹ شده است.

## نام‌گذاری
نام دامنه‌ها از یک قسمت توصیفی در ابتدای واژه به همراه پسوند -ویریا برای اشاره به واژهٔ ویروس تشکیل شده است. قسمت اول داپلودناویریا برای اشاره به «دی‌ان‌ای دورشته‌ای» است. قسمت اول واریدناویریا برای اشاره به تنوع در نوع دی‌ان‌ای است. قسمت اول مونودناویریا برای اشاره به «دی‌ان‌ای تک‌رشته‌ای» و قسمت اول ریبوویریا، برای اشاره به اسید نوکلئیک آران‌ای است.

## تاریخچه
در فاصلهٔ سال‌های ۱۹۹۱ تا ۲۰۱۷، طبقهٔ آرایه‌شناسی رده (Order) بالاترین رتبه در طبقه‌بندی ویروس‌ها بود. اما در قرن بیست و یکم، روش‌های مختلف ابداع‌شده، امکان بررسی روابط عمیق‌تر بین ویروس‌ها را فراهم کرده است. کمیتهٔ بین‌المللی طبقه‌بندی ویروس‌ها (ICTV) طی دو رأی‌گیری در سال‌های ۲۰۱۷ و ۲۰۱۸، با تخصیص ۱۵ رتبه برای طبقه‌بندی ویروس‌ها از دامنه تا گونه موافقت کرد.

## طبقات پایین‌تر
در ویروس‌شناسی، دومین طبقه پس از دامنه، زیردامنه (Subrealm) تعیین شده است اما تا سال ۲۰۱۹، هیچ زیردامنهٔ ویروسی تعیین نشده است. طبقهٔ پایین‌تر از زیردامنه، قلمرو (Kingdom) نام گرفته است.